# Fibulariella acuta
Fibulariella acuta is een zee-egel uit de familie Fibulariidae.
De wetenschappelijke naam van de soort werd in 1898 gepubliceerd door Yoshiwara.